# Arasni
Arasni era un principat amorreu del Líban, vassall d'Egipte, que es va aliar amb els habiru d'Amurru cap a la meitat del segle xiv aC. Va conquerir la ciutat d'Ardata. El principat va quedar integrat al Regne d'Amurru quan aquest es va constituir sota la sobirania del rei hitita Subiluliuma I.